# 박혜선
박혜선(1991년 5월 6일 ~)은 대한민국의 배우다.

## 방송
- 기적의 오디션 (2011) - Top8
- 이런 구두는 처음이라서
- 뷰티살롱M

## 영화
- 미운 오리 새끼 (2012) - 권하사 역

## 공연
- 그녀를 믿지 마세요 (2017)
- 그남자 그여자 (2017~2018)